# Crise (film, 1928)
Pour plus de détails, voir Fiche technique et Distribution.
Crise (Abwege) est un film muet allemand réalisé par Georg Wilhelm Pabst, sorti en 1928.

## Synopsis
Irene Beck, une femme de la bonne bourgeoisie berlinoise, se sent délaissée par son mari, Thomas, qui est avocat. Un soir, elle part dans les quartiers chauds de la ville, et de night-club en bar, finit par rencontrer des hommes qui sont autant d'amants potentiels.

## Fiche technique
- Titre : Crise
- Titre original : Abwege
- Réalisateur : Georg Wilhelm Pabst, assisté de Marc Sorkin
- Scénariste : Adolf Lantz, Ladislaus Vajda, Helen Gosewish sur une idée de Franz Schulz
- Production : Fred Lyssa
- Musique originale : Werner Schmidt-Boelcke
- Photographie : Theodor Sparkuhl
- Montage : Georg Wilhelm Pabst et Marc Sorkin
- Couleur : noir et blanc
- Son : muet - intertitres allemands
- Durée : 107 min, rest. 98 min (1999)
- Pays de production : Allemagne  République de Weimar
- Date de sortie : 
  - Allemagne  République de Weimar : 10 août 1928 à Hambourg

## Distribution
- Irene Beck : Brigitte Helm
- Thomas Beck : Gustav Diessl
- Liane : Hertha von Walther, l'amie d'Irène
- Walter Frank : Jack Trevor (en), le peintre
- Sam Taylor : Nico Turoff, le boxeur